# Gran Premio del Qatar 2023
Il Gran Premio del Qatar 2023 è stata la diciassettesima prova della stagione 2023 del campionato mondiale di Formula 1. La gara si è corsa domenica 8 ottobre sul circuito di Lusail di Doha ed è stata vinta dall'olandese Max Verstappen su Red Bull Racing-Honda RBPT, al quarantanovesimo successo in carriera; Verstappen ha preceduto all'arrivo i due piloti della McLaren-Mercedes, l'australiano Oscar Piastri e il britannico Lando Norris.
Per Max Verstappen è il quarto Grand Chelem (pole position, giro veloce e vittoria del Gran Premio conducendo tutti i giri in testa), dopo il Gran Premio di Spagna, e il decimo hat trick (pole position, giro veloce e vittoria), dopo il precedente Gran Premio del Giappone, in carriera in Formula 1.
Grazie ai risultati ottenuti nella Sprint, l'olandese si aggiudica per la terza volta consecutiva in carriera il mondiale piloti. Verstappen eguaglia il numero dei titoli di Jack Brabham, Jackie Stewart, Niki Lauda, Nelson Piquet e Ayrton Senna. Verstappen diventa il primo pilota nella storia della categoria a ottenere il titolo iridato durante la gara veloce, e per la settima volta nella storia della Formula 1, un titolo si assegna prima della domenica. Il tre volte campione del mondo eguaglia Juan Manuel Fangio (1955), Jack Brabham (1959), Graham Hill (1962), Nelson Piquet (1981, 1983) e Keke Rosberg (1982) come pilota a essere incoronato campione nella giornata di sabato.
L'olandese vince il titolo in un altro stato asiatico, dopo gli Emirati Arabi Uniti nel 2021 e il Giappone l'anno precedente, diventando uno degli undici piloti nella storia ad aver vinto almeno tre titoli iridati e uno dei cinque piloti nella storia ad aver vinto tre titoli consecutivi dopo Juan Manuel Fangio, Michael Schumacher, Sebastian Vettel e Lewis Hamilton. Vincendo il titolo nella Sprint e non la domenica, Verstappen eguaglia il record di Schumacher che nel 2002 conquistò il titolo con sei Gran Premi d'anticipo. Per la quattordicesima volta nella storia del mondiale un pilota vince il campionato essendo già detentore di quello precedente.
All'intero weekend di gara hanno assistito 120 000 spettatori, allora nuovo record per il Gran Premio del Qatar sul circuito di Lusail. Il precedente primato apparteneva all'edizione inaugurale del 2021, caratterizzata da una presenza di 80 000 spettatori nel fine settimana.

## Vigilia

### Analisi per il campionato piloti
Il pilota olandese campione del mondo in carica della Red Bull Racing, Max Verstappen, può conquistare il titolo piloti per la terza volta in carriera, nonché consecutiva. Verstappen ha un vantaggio di 177 punti in classifica sul secondo classificato, il compagno di squadra Sergio Pérez. Il titolo arriverebbe in caso Verstappen terminasse sesto nella Sprint, con Pérez vincitore della gara breve. Se Verstappen non ottenesse punti nella gara veloce e Pérez vincesse, per Verstappen è necessario solamente un ottavo posto in gara, indipendentemente dal risultato di Pérez. Verstappen può vincere il titolo in quanto il suo vantaggio sarebbe pari al numero di punti ancora ottenibili in stagione, 146, ma Pérez non sarebbe in grado di vincere in caso di arrivo a pari merito per via delle più vittorie in stagione di Verstappen nei confronti del pilota messicano.
Il leader della classifica piloti può diventare il primo pilota nella storia della categoria a ottenere il titolo iridato durante la gara veloce, e per la settima volta nella storia della Formula 1, un titolo si assegnerebbe prima della domenica. Verstappen può eguagliare il numero dei titoli di Jack Brabham, Jackie Stewart, Niki Lauda, Nelson Piquet e Ayrton Senna, oltre a eguagliare Juan Manuel Fangio (1955), Jack Brabham (1959), Graham Hill (1962), Nelson Piquet (1981, 1983) e Keke Rosberg (1982) come pilota a essere incoronato campione nella giornata di sabato. L'olandese vincerebbe il titolo in un altro stato asiatico, dopo gli Emirati Arabi Uniti nel 2021 e il Giappone l'anno precedente, diventando uno degli undici piloti nella storia ad aver vinto almeno tre titoli iridati e uno dei cinque piloti nella storia ad aver vinto tre titoli consecutivi dopo Juan Manuel Fangio, Michael Schumacher, Sebastian Vettel e Lewis Hamilton. Vincendo il titolo nella Sprint corsa al sabato e non la domenica, Verstappen può eguagliare il record di Schumacher che nel 2002 conquistò il titolo con sei Gran Premi d'anticipo.

### Aspetti tecnici
Per questo Gran Premio la Pirelli, fornitore unico degli pneumatici, offre, alla luce delle caratteristiche tecniche del circuito, la scelta tra gomme di mescola C1, C2 e C3, la tipologia di pneumatici che caratterizza la gamma centrale del genere di coperture messe a disposizione dall'azienda italiana. La casa italiana opta per queste mescole in quanto l'asfalto si presenta abrasivo. Il grip può essere compromesso dalla sabbia che arriva dal deserto in cui è situato il tracciato. L'azienda stabilisce la stessa tipologia di pneumatici dell'edizione inaugurale del 2021. Essa, la stessa del precedente Gran Premio del Giappone, viene stabilita per la sesta volta in stagione. La Pirelli nomina allo stesso tempo la tipologia di pneumatici disponibili per i successivi Gran Premi degli Stati Uniti d'America, di Città del Messico e di San Paolo. La nuova versione della mescola C2, provata durante la prima sessione  di prove libere della precedente gara a Suzuka, viene scartata per il campionato successivo. In Messico sarà invece provata una nuova mescola C4 con l'obiettivo di ridurre il graining e garantire maggior resistenza meccanica.
La Federazione conferma la zona stabilita nell'edizione inaugurale del 2021 in cui i piloti possono attivare il Drag Reduction System, ovvero quella posta lungo il rettilineo principale dei box. Il detection point, ovvero il punto per la determinazione del distacco tra i piloti, necessario per consentire l'uso del dispositivo, è posizionato dopo la curva 15. Fin dall'introduzione del dispositivo mobile in Formula 1, durante la stagione 2011, il circuito di Lusail è uno dei cinque tracciati a essere stato utilizzato almeno una volta nel calendario del campionato mondiale di Formula 1, insieme a quello di Monte Carlo sede del Gran Premio di Monaco, quello del Mugello sede dell'unica edizione del Gran Premio della Toscana corsa nel 2020, quello di Imola sede del Gran Premio dell'Emilia-Romagna e quello di Suzuka sede del Gran Premio del Giappone, a essere caratterizzato da una sola zona per l'utilizzo del dispositivo mobile, stabilita, in tutti e cinque i tracciati, sempre sul rettilineo di partenza. L'organo mondiale dell'automobilismo ha anche analizzato le zone del DRS durante il 2022, introducendo cambiamenti per il 2023 al fine di facilitare i sorpassi o renderli più difficili in alcuni circuiti in cui si riteneva che la zona in cui utilizzare il dispositivo mobile fosse troppo facile o difficile al fine di effettuare un sorpasso. Per il circuito di Lusail, il detection point, stabilito nella gara inaugurale 125 metri prima della curva 16, viene spostato più indietro, venendo posizionato 40 metri dopo la curva 15.
Rispetto all'edizione inaugurale del 2021, il circuito presenta una nuova lunghezza di 5,419 km, con il suo lungo rettilineo di 1,068 km. La linea del traguardo, sul rettilineo principale, è ora posizionata 272 metri più indietro rispetto alla linea di partenza. Il punto del rilevamento del primo settore è collocato 80 metri prima della curva 6, mentre il secondo 75 metri prima della curva 12. Lo speed trap, ovvero il punto in cui viene rilevata la velocità massima, è posizionato 205 metri prima della curva 1. Il tracciato è sempre caratterizzato da sedici curve, ma per una nuova distanza di gara di 308,611 km, sempre pari a 57 giri. Il tracciato è oggetto di lavori di riqualificazione, comprendendo nuove aree e condizioni di sicurezza di alto livello per varie categorie a due e quattro ruote. Tra le varie modifiche, la pista è stata riasfaltata e presenta un nuovo sistema di drenaggio; tutti i cordoli, le vie di fuga, i guard rails e le recinzioni sono stati sostituiti; la pit lane ora include cinquanta box e la sua entrata è collocata sul rettilineo principale, senza seguire più il layout dell'ultima curva; in tutto il circuito sono state installate reti di recinzione nel pieno rispetto dello standard di sicurezza di Grado 1 della Federazione; le postazioni dei commissari di percorso vengono migliorati e la posizione di tutti i pannelli luminosi è stata aggiornata; vengono installate nuove lastre di cemento dietro ai cordoli per evitare il superamento dei limiti della pista; la capienza sulla tribune viene aumentata da 8 000 fino a 52 000 posti, con l’estensione dell’area VIP e della Fan Zone, compreso il Paddock Club. All’interno di quest'ultimo sono state perfezionate le strutture già presenti, con la creazione di nuovi impianti come il media centre e il centro medico.
La Federazione rende noto che al termine della gara del precedente Gran Premio del Giappone, tra le prime dieci vetture classificate è stata sorteggiata la Mercedes di Lewis Hamilton per le verifiche tecniche. Le ispezioni hanno riguardato i circuiti dei freni e la loro distribuzione della pressione, il quelli posteriori il loro sistema di controllo, compresi tutti i sensori collegati, con altre unità e la relativa modalità di sicurezza. Tutti i componenti ispezionati sono risultati essere conformi al regolamento tecnico. Prima dell'inizio della sessione di prove libere del venerdì, sulla vettura di Carlos Sainz Jr. e Yuki Tsunoda viene installata la sesta unità relativa all'impianto di scarico, e sulla vettura di Esteban Ocon e Pierre Gasly la settima unità dello stesso componente. Tutti i piloti non sono penalizzati sulla griglia di partenza in quanto i nuovi componenti installati rientrano tra quelli utilizzabili nel numero massimo stabilito dal regolamento tecnico. Sulla vettura di Oscar Piastri, Lando Norris, Liam Lawson e Tsunoda viene installata la quarta scatola del cambio e la quarta trasmissione. Tutti i piloti non sono penalizzati sulla griglia di partenza in quanto i nuovi componenti installati rientrano tra quelli utilizzabili nel numero massimo stabilito dal regolamento tecnico. Prima delle qualifiche, la direzione gara comunica che, riguardo ai limiti della pista, se i piloti non percorrono inoltre correttamente l'uscita della curva 16, il tempo sul giro e immediatamente quello successivo sarà invalidato dai commissari sportivi. Prima della Sprint Shootout, la direzione gara comunica che non viene reso disponibile un set aggiuntivo di pneumatici intermedi, alla luce delle previsioni meteo, prima della Sprint. Il bordo della pista tra la curva 12 e la curva 13 e tra la curva 13 e la curva 14, sul lato sinistro, è stato spostato di circa 80 centimetri a destra.
A seguito delle analisi condotte dopo la sessione di prove libere e le qualifiche, la  Pirelli ha espresso preoccupazione per i danni causati dai cordoli e dai limiti della pista alle curve 12 e 13, modificati durante la notte. Una sessione di dieci minuti viene aggiunta al programma nella giornata del sabato. La Federazione ha dichiarato che se le preoccupazioni relative agli pneumatici dovessero persistere dopo la nuova sessione, introdurrebbe un limite massimo di 20 giri obbligatorio per ciascun set di pneumatici durante la gara, imponendo inoltre a ciascun pilota di effettuare almeno tre pit stop in gara. La nuova sessione, in programma alle ore 16:00 locali, l'inizio originariamente previsto della Sprint Shootout, viene disputata per consentire ai piloti di abituarsi alle modifiche apportate al circuito in risposta ai problemi relativi agli pneumatici. La Sprint Shootout viene posticipata alle ore 16:20 locali, e la Sprint rimane programmata alle ore 20:30. A causa della frequenza degli interventi della safety car durante la Sprint, i dati sugli pneumatici disponibili per l'analisi da parte della Pirelli non erano sufficienti per aggiungersi a quelli già effettuati a seguito delle precedenti sessioni. Per questo motivo prima della gara la Federazione stabilisce che i piloti non potranno percorrere più di 18 giri consecutivi con uno stesso set di pneumatici nuovi, a prescindere dal tipo di mescola utilizzato. Considerata la lunghezza della gara, i team dovranno effettuare tre pit stop per ogni vettura. Chi non dovesse sottostare a questo limite, viene squalificato.

### Aspetti sportivi
Il Gran Premio rappresenta il diciassettesimo appuntamento stagionale a distanza di due settimane dalla disputa del Gran Premio del Giappone, sedicesima gara del campionato. Il mondiale prevede la penultima prova, la quinta complessiva, nel continente asiatico, la prima in Medio Oriente dalla disputa del Gran Premio d'Arabia Saudita. Il Gran Premio del Qatar è il quinto evento dopo la pausa estiva obbligatoria per squadre e piloti, nonché la sesta gara della seconda parte di stagione, oltre a essere il primo di tre appuntamenti totali calanderizzati nel mese di ottobre. La gara, che si svolge per la prima volta in questo mese, rappresenta la quarta prova del mondiale in notturna, per la prima volta dal Gran Premio di Singapore. Il mondiale disputa una gara sulla tipologia di tracciato permanente per il secondo weekend di gara consecutivo. Il contratto per l'inserimento della gara nel calendario mondiale, stipulato prima dell'edizione inaugurale del 2021, prevede la disputa del Gran Premio fino alla stagione 2032. A partire da questa edizione, al posto del circuito di Lusail, doveva essere inizialmente costruito un nuovo tracciato appositamente per le vetture di Formula 1, prima che il Gran Premio fosse mantenuto sulla stessa pista. Sponsor del Gran Premio per questa edizione è, per la prima volta, la compagnia locale di bandiera Qatar Airways. A questa edizione assistono 120 000 spettatori nel corso del weekend di gara, il quale rappresenta il record assoluto per il Gran Premio. Il precedente primato apparteneva all'edizione inaugurale del 2021, caratterizzata da 80 000 spettatori nel fine settimana. La capienza sulla tribune vede un aumento da 8 000 fino a 52 000 posti dopo che il tracciato è stato oggetto di lavori di riqualificazione.
Il Gran Premio del Qatar torna a far parte del calendario del campionato mondiale per la prima volta dalla stagione 2021, anno in cui la corsa debuttò nella massima categoria. Esso fu il quarto Gran Premio ospitato da una nazione del Medio Oriente, dopo i Gran Premi di Bahrein, Abu Dhabi e Sakhir, ed è il quinto complessivo nella storia del mondiale in questa area geografica considerando quello d'Arabia Saudita. Fu il quarto Gran Premio della storia a corrersi in notturna, dopo quello di Singapore, Bahrein e Sakhir. La denominazione della gara rappresentò la cinquantunesima diversa utilizzata nel mondiale. La massima categoria approdò in Qatar, il trentatreesimo Paese differente a ospitare una prova valida per il campionato mondiale, occupando il posto vacante in calendario, venendo collocato nel mese di novembre, lasciato dal Gran Premio d'Australia, annullato a causa delle problematiche dettate dalla pandemia di COVID-19. Il Gran Premio, una volta resa nota la sua presenza nel calendario mondiale, ha ricevuto critiche da parte di Amnesty International riguardo ai diritti umani nel Paese. Il circuito scelto fu quello di Lusail di Doha, capitale del Paese, e sede, a partire dal 2004, del tradizionale Gran Premio motociclistico del Qatar, il settantaquattresimo circuito a ospitare una gara valida per il campionato mondiale. Il tracciato fu il quinto complessivo a debuttare nell'era turbo-ibrida, dopo l'autodromo di Soči nel 2014 con il Gran Premio di Russia, il circuito di Baku nel 2016 con il Gran Premio d'Europa, l'autodromo internazionale del Mugello con il Gran Premio della Toscana e l'autódromo Internacional do Algarve con il Gran Premio del Portogallo nel 2020. La pista è stata sede anche di altre competizioni motoristiche, tra cui il campionato mondiale Superbike dal 2005 al 2009 e dal 2014 al 2019, del campionato del mondo turismo dal 2015 al 2017, del campionato mondiale di motocross dal 2013 al 2017, e nel 2009 della Speedcar Series e dell'ex GP2 Asia Series. Nel corso del campionato precedente il Gran Premio non ha avuto luogo in quanto il Paese si è concentrato nell'ospitare il mondiale di calcio, prima di tornare in pianta stabile nel calendario a partire da questa stagione.
Il Gran Premio del Qatar viene scelto, per la prima volta, come il quarto evento, su sei in programma per questo campionato, dove il weekend di gara è caratterizzato dal format della Sprint, una gara di 100 km con scelta libera a livello di mescole di gomme e senza necessità di effettuare pit stop il cui risultato attribuisce punti validi per la classifica piloti e costruttori ai primi otto classificati. La gara veloce si disputa per la prima volta in notturna dopo il debutto nella stagione 2021. La Federazione, Liberty Media e i team raggiungono un accordo per il numero dei Gran Premi dove utilizzare il format Sprint, sperimentato nel 2021 e confermato nel 2022, entrambi con tre appuntamenti. Da quest'anno invece il numero degli eventi in cui di nuovo è presente la Sprint viene aumentato a sei. I Gran Premi ad ospitare il format della Sprint sono: il Gran Premio di Azerbaigian, Austria, Belgio, Qatar, Stati Uniti d'America e San Paolo. Inoltre un incidente che avviene durante una Sprint è ora di un importo fisso per squadra: 300 000 dollari, raddoppiato rispetto all'anno scorso. In ogni Sprint viene introdotta una novità riguardo l'utilizzo del Drag Reduction System dopo la partenza o dopo la ripartenza in caso di safety car: si potrà utilizzare l'ala posteriore mobile dopo un solo giro e non due come avvenuto fin'ora. Se la sperimentazione andrà a buon fine la novità sarà introdotta a pieno regime anche nelle gare domenicali a partire dal 2024. Le restrizioni riguardo al parco chiuso durante un weekend nel quale si disputa la Sprint vengono alleggerite dando una maggiore libertà di movimento riguardo ai pezzi danneggiati. Le norme si applicano dalla qualifica del venerdì fino alla gara della domenica.
Il sistema di punteggio da attribuire durante la Sprint, sempre valevole per le classifiche piloti e costruttori, non viene modificato rispetto al 2022, comprendendo sempre i primi otto classificati, i quali nell'ordine ricevono 8, 7, 6, 5, 4, 3, 2 e 1 punto. Nella riunione della F1 Commission alla vigilia della prima Sprint del campionato, si discute dell'idea di un cambio di format per i Gran Premi dove viene effettuata la gara breve. Il format viene ratificato e consiste al primo pomeriggio di venerdì della disputa di un'unica sessione di prove libere, seguita dalle qualifiche che si disputano al tardi pomeriggio, cui stabilisce la griglia di partenza della gara; al sabato mattina è prevista una nuova sessione di qualifica denominata "Sprint Shootout" che determina la griglia di partenza della Sprint corsa al pomeriggio, contraddistinta da una distanza di gara di 19 giri per questo evento o massimo 60 minuti secondo regolamento; la gara è programmata come di consueto la domenica pomeriggio. La nuova qualifica del sabato, introdotta in sostituzione della precedente seconda sessione di libere, prevede lo stesso svolgimento delle tradizionali qualifiche, ma con un tempo ridotto: la SQ1 prevede una durata di 12 minuti, la SQ2 di 10 e la SQ3 di 8. Tra ogni fase è prevista una pausa di sette minuti. Per ogni segmento, i piloti sono obbligati a montare le gomme medie in SQ1 e SQ2, e le gomme morbide in SQ3.
Durante la seconda sessione di prove libere del Gran Premio d'Olanda, il pilota australiano dell'AlphaTauri, Daniel Ricciardo, si frattura il polso a causa di un incidente. Egli viene sostituito dal pilota di riserva della Red Bull Racing e della stessa AlphaTauri, il neozelandese Liam Lawson, al debutto nella categoria. Dopo quanto accaduto nel Gran Premio d'Italia, nel Gran Premio di Singapore e nel precedente Gran Premio del Giappone, Lawson sostituisce Ricciardo anche in questo appuntamento e la scuderia di Faenza rende noto prima della gara italiana che egli sostituisce l'australiano anche nei successivi Gran Premi finché quest'ultimo non recupera dal suo infortunio. Lawson, insieme al pilota australiano della McLaren, Oscar Piastri e quello statunitense della Williams, Logan Sargeant, debuttanti in questo campionato, corrono per la prima volta sul circuito di Lusail. Anche il pilota cinese dell'Alfa Romeo, Zhou Guanyu, quello danese della Haas, Kevin Magnussen, e quello thailandese della Williams, Alexander Albon, fanno visita sul circuito qatariota per la prima volta, alla luce della non disputa della gara nel 2022.
Nell'edizione inaugurale della gara nel 2021, i piloti partenti sul lato sinistro della careggiata, e quindi sulla traiettoria più pulita, hanno avuto un netto vantaggio, con un guadagno di sei posizioni. Cinque piloti hanno guadagnato posizioni nel corso primo giro, tre hanno mantenuto la posizione di partenza e solo due hanno perso terreno. La vittoria del pilota britannico della Mercedes, Lewis Hamilton, nella prima edizione, è stata la centoduesima della sua carriera. Grazie al successo nella prima edizione del Gran Premio di San Paolo, che ha preceduto la gara qatatoria, e anche nella prima edizione del Gran Premio d'Arabia Saudita, disputatasi dopo la corsa di Doha, Hamilton ottenne tre vittorie consecutive, ma da allora non ha più vinto. Nella prima gara, il pilota olandese della Red Bull Racing, Max Verstappen, ottenne il giro più veloce, il settantacinquesimo nella storia della scuderia di Milton Keynes. Il costruttore austriaco ha conquistato altri diciotto giri più veloci nei successivi quaranta Gran Premi, di cui tredici nel nome di Verstappen e cinque del suo compagno di squadra, il messicano Sergio Pérez. Il terzo posto del pilota spagnolo dell'Aston Martin, Fernando Alonso, alla guida dell'Alpine, l'unico con la scuderia francese, fu il primo dal Gran Premio d'Ungheria 2014, con la Ferrari. In questa stagione, ne ha ottenuto altri sette con il team britannico. Il pilota francese dell'Alpine, Pierre Gasly, partì per la prima volta in carriera in prima fila nell'edizione inaugurale, guidando per l'AlphaTauri. Gasly, dopo essersi qualificato quarto, fu promosso in seconda posizione in quanto Verstappen e il pilota finlandese dell'Alfa Romeo, Valtteri Bottas, quest'utimo allora alla guida della Mercedes, qualificatisi rispettivamente secondo e terzo, furono arrretrati in griglia di partenza per non aver prestato attenzione alle bandiere gialle. Bottas arretrò in sesta posizione per via di una penalità di tre posizioni, mentre Verstappen scivolò al settimo posto a causa di cinque posizione di penalità. Sette piloti di questo campionato non hanno preso all'edizione inaugurale della gara nel 2021; Piastri, Sargeant, Lawson e Zhou dovevano ancora debuttare nella massima categoria, mentre Hülkenberg, Magnussen e Albon non gareggiavano per nessuna scuderia. Hülkenberg ha già corso sul circuito di Lusail vincendo la gara 1 della GP2 Asia Series 2008-2009, mentre la gara 2 fu appannaggio di Pérez.
La scuderia svizzera Alfa Romeo viene iscritta al Gran Premio come Alfa Romeo F1 Team Kick. Il costruttore fu inizialmente iscritto allo stesso modo nel Gran Premio d'Arabia Saudita, prima di essere registrato come Alfa Romeo F1 Team Stake, nel Gran Premio d'Australia, nel Gran Premio di Spagna e nel Gran Premio del Belgio. La Federazione approva la candidatura di Andretti Formula Racing, undicesimo team, con licenza statunitense, per entrare nella massima categoria. Andretti è l’unico team ad aver ricevuto il via libera da parte dell'organo mondiale dell'automobilismo nell’ambito del bando di selezione aperto a chi voleva partecipare al campionato mondiale a partire dalla stagione 2025. L'ultimo verdetto per consentire l’allargamento a undici squadre spetta a Formula One Group. La scuderia britannica Williams gareggia con una speciale livrea, forte della sponsorizzazione di Gulf, scelta dai tifosi del team di Grove tramite un sondaggio sul proprio sito ufficiale della scuderia che ha previsto la scelta tra quattro differenti livree. La speciale livrea è già stata utilizzata nel Gran Premio di Singapore e nel precedente Gran Premio del Giappone. Il costruttore inglese McLaren annuncia che Gabriel Bortoleto, pilota brasiliano campione del mondo di Formula 3 in questa stagione, entra a far parte del McLaren Young Driver Programme. La McLaren firma anche un'opzione di un anno per il pilota italiano di Formula 4, Brando Badoer, che sarà valutato dal team nel corso del prossimo anno, con la possibilità di unirsi al programma di sviluppo piloti a tempo pieno al termine della sua valutazione. La Haas rende noto che il pilota britannico di Formula 2 per il team Prema Racing, Oliver Bearman, e membro della Ferrari Driver Academy, guiderà nella prima sessione di prove libere del Gran Premio di Città del Messico e del Gran Premio di Abu Dhabi, ultima prova del campionato. La scuderia statunitense rispecchia quanto previsto nel regolamento sportivo valevole della stagione precedente, in cui tutte le dieci squadre iscritte al campionato hanno l'obbligo di schierare, durante le sessioni di prove libere, almeno due piloti giovani.
L'ex pilota di Formula 1, lo statunitense Danny Sullivan, è nominato commissario aggiunto per la gara. Ha svolto tale funzione anche in passato, l'ultima nel Gran Premio di Monaco. Inizialmente era stato designato un altro ex pilota della categoria, il brasiliano Enrique Bernoldi, che aveva svolto tale funzione l'ultima volta nel precedente Gran Premio del Giappone. È la casa automobilistica inglese Aston Martin, come nella gara precedente, a fornire la safety car e la medical car.

## Prove

### Resoconto
La sessione di prove libere è caratterizzata dalla presenza di molta sabbia sulla pista. Queste condizioni non hanno consentito ai piloti di valutare correttamente il comportamento delle gomme, soprattutto nell'ottica della gara, in quanto l'uso delle coperture più dure è stato limitato alla prima parte della sessione, quella nella quale il tracciato si presentava meno gommato. Il miglior tempo è stato registrato da Max Verstappen che, come gli altri piloti, ha riservato l'ultima parte delle prove all'utilizzo delle gomme soft. La Red Bull Racing, in realtà, ha faticato, durante il turno, a trovare un buon assetto per le sue monoposto. Alle spalle del campione del mondo si sono issate le due Ferrari, competitive sia con gomme medie che con gomme dure. Anche le McLaren sono sembrate veloci con mescola media, ma non sono state capaci di replicare la prestazione, col passaggio alla gomme più morbide.

### Risultati
Nella sessione di prove libere si è avuta questa situazione:
| Pos | Nº | Pilota           | Costruttore                | Tempo    | Gap    | Giri |
| --- | -- | ---------------- | -------------------------- | -------- | ------ | ---- |
| 1   | 1  | Max Verstappen   | Red Bull Racing-Honda RBPT | 1'27"428 |        | 26   |
| 2   | 55 | Carlos Sainz Jr. | Ferrari                    | 1'27"762 | +0"334 | 27   |
| 3   | 16 | Charles Leclerc  | Ferrari                    | 1'27"909 | +0"481 | 27   |

## Qualifiche

### Resoconto
Prima delle qualifiche, sulla vettura di Valtteri Bottas viene installata la quarta scatola del cambio e la quarta trasmissione. Il pilota finlandese dell'Alfa Romeo non è penalizzato sulla griglia di partenza in quanto i nuovi componenti installati rientrano tra quelli utilizzabili nel numero massimo stabilito dal regolamento tecnico.
Pérez segna il primo tempo di sessione (1'28"495), facilmente battuto da Verstappen (1'26"884). Si porta a condurre, in seguito, Alonso, a sua volta battuto da Charles Leclerc. Il primato del ferrarista dura poco, in quanto è migliorato da Norris, che però vede il suo tempo annullato, per aver oltrepassato i limiti del tracciato. Verstappen ferma il tempo a soli 0"044 da Leclerc. La pista si conferma in miglioramento continuo, consentendo un rimescolamento della graduatoria. Alonso torna primo, mentre Esteban Ocon scala in seconda posizione. Anche Leclerc, ritornato secondo, vede annullato il suo crono. Chi sale secondo è, invece, Bottas. Davanti al pilota dell'Alfa Romeo si piazzano però le due Mercedes. Leclerc riprende il comando della classifica (1'25"452), mentre Pérez è quarto. Poco dopo è il turno per Lando Norris di comandare la graduatoria. Sainz Jr. è quinto; meglio fa Alonso che si piazza secondo, a meno di un decimo dal tempo di Norris. Gasly e Ocon rimontano al sesto e settimo posto, prima che Verstappen conquisti il miglior tempo. La sfida tra le Williams, per ottenere l'ultimo posto che consente l'accesso in Q2, vede prevalere Alexander Albon, per meno di un decimo. Sono eliminati Sargeant, Stroll, Lawson, Magnussen e Zhou.
Prima della fase successiva la direzione di gara informa che Hamilton, Piastri, Tsunoda e Lawson sono messi sotto indagine, per aver percorso troppo lentamente la pista, tra le due linee della safety car. La loro posizione verrà, comunque, giudicata dopo la fine delle qualifiche. In Q2 Oscar Piastri ferma il cronometro in 1'25"745, con Sainz Jr. che si piazza alle sue spalle. L'altro ferrarista, Leclerc, batte l'australiano, ma meglio fa anche Pierre Gasly (1'25"218). Il tempo del pilota dell'Alpine viene abbassato di mezzo secondo da Verstappen. A due decimi dall'olandese si ferma Russell. Davanti a Gasly si piazza, in seguito, anche Hamilton. Piastri riprende il miglior tempo, ma meglio di lui fa il suo compagno di team, Norris, con 1'24"685. Leclerc è quinto, mentre rischia il taglio Carlos Sainz Jr., solo quattordicesimo, dopo aver mancato il suo tentativo rapido. Lo spagnolo risale solo nono, mentre Verstappen strappa ancora la migliore prestazione. Sergio Pérez è decimo, anche lui vicino all'eliminazione. Il messicano risale nono, ma vede il suo tempo annullato per aver superato i limiti della pista. Ocon è quinto, Russell quarto, mentre Lewis Hamilton è anche capace di porsi al comando. Non accedono alla terza fase Tsunoda, Sainz Jr., Pérez, Albon e Hülkenberg.
In Q3 Bottas fissa il tempo di riferimento (1'25"586), mentre Leclerc è costretto ad abortire il suo giro rapido, per un errore. Alonso migliora il tempo del finnico, a sua volta preceduto da Norris, che però vede il suo tempo, ancora una volta, cancellato per aver superato i limiti della pista. Si rifà Piastri (1'24"540): il tempo del pilota della McLaren non è battuto da Ocon, secondo, ma da Verstappen (1'23"778). George Russell sale in seconda posizione, ma staccato di sei decimi dal tempo del pilota della Red Bull Racing. Il suo crono è battuto da Hamilton, lontano comunque mezzo secondo dall'olandese. Leclerc, nel frattempo, chiude col quinto tempo. Bottas risale sesto, mentre Verstappen non chiude il suo secondo tentativo veloce, rientrando ai box. Leclerc risale quarto, mentre Fernando Alonso è terzo. Norris prende il secondo tempo, a tre decimi da Verstappen; si piazza al terzo posto Russell, mentre Piastri è quarto. Poco dopo però i commissari annullano il tempo di Norris. Lo stesso destino attende Piastri, qualche minuto dopo il termine delle prove.
Max Verstappen conquista la trentesima pole position in carriera, la decima in stagione, eguagliando il numero delle partenze davanti a tutti della stagione 2021, nel quale conquistò il primo titolo iridato. Il campione del mondo eguaglia le pole position nella storia del mondiale di Nico Rosberg, all'ottavo posto generale. Per la Red Bull Racing è la novantatreesima partenza in prima posizione della storia e la dodicesima del campionato. Per Verstappen e la scuderia di Milton Keynes è la prima pole position nel Gran Premio del Qatar. Per Russell, secondo, è la nona prima fila in carriera. Il britannico parte in prima fila per la terza volta in stagione, e per la seconda volta nelle ultime tre gare. Russell è davanti nel duello testa a testa col compagno di squadra Hamilton in qualifica per 9-8. Quest'ultimo è qualificato terzo, la prima partenza nei primi tre posti dal Gran Premio del Belgio, anch'esso caratterizzato dalla disputa della Sprint. Alonso è quarto e parte nei primi quattro posti per la prima volta dal Gran Premio del Canada. Lo spagnolo è l'unico pilota in stagione ad aver raggiunto sempre la Q3. Leclerc parte quinto, la peggior partenza dal Gran Premio d'Olanda, mentre Piastri sesto, e sopravanza il compagno di scuderia Norris in qualifica per la quarta volta nelle ultime sei gare. Entrambi i piloti si sono visti cancellare il miglior tempo per aver superato i limiti della pista. Gasly parte settimo e Ocon ottavo. Entrambe le vetture dell'Alpine raggiungono il Q3, dopo che il costruttore aveva presentato solo una vettura nell'ultima fase nelle ultime sei gare. Bottas è nono, alla terza presenta in stagione in Q3 dopo il Gran Premio di Miami e il Gran Premio d'Ungheria. Norris è decimo dopo che il suo miglior tempo in Q3 è stato cancellato per aver superato i limiti della pista, il quale sarebbe stato sufficiente per la seconda posizione. Per il britannico è la peggior partenza dal Gran Premio di Monaco. Tsunoda, undicesimo, manca l'accesso all'ultima fase per soli 0"004. Sainz Jr., dodicesimo, è eliminato in Q2 per la seconda volta in stagione, dopo la conquista di due delle ultime tre pole position. Pérez è tredicesimo dopo che si è visto cancellare il tempo per aver superato i limiti della pista, venendo eliminato in Q2 per il secondo Gran Premio del Qatar consecutivo. Hülkenberg, quindicesimo, si qualifica davanti a Magnussen, diciannovesimo, e vince il duello testa a testa in qualifica contro il danese sopravanzandolo nelle prove ufficiali per la dodicesima volta in stagione. Sargeant, sedicesimo, non sopravanza il compagno di squadra Albon, quattordicesimo, e manca la qualificazione al Q2 per 0"092. Stroll è eliminato in Q1 per il quarto Gran Premio consecutivo, mentre per Lawson è la prima eliminazione nella prima fase dal sul debutto nel Gran Premio d'Olanda. Magnussen è eliminato in Q1 per la decima volta in campionato, mentre Zhou è eliminato nel primo segmento per la sesta volta di fila. Verstappen ottiene la pole position dopo essere stato in testa alla lista dei tempi di tutte le sessioni fin qui disputate, tranne che per la Q2, dove il più rapido è risultato Hamilton. L'olandese parte davanti a tutti sul diciannovesimo circuito differente, gli stessi di Michael Schumacher. Il circuito di Lusail era l'unico in cui Verstappen non si era mai qualificato nei primi cinque. Verstappen ottiene la trentesima pole position a ventisei anni; alla sua età Sebastian Vettel ne aveva totalizzate trentanove. Tutte le sue pole position sono state conquistate con il costruttore austriaco, così come Rosberg, eguagliato nel numero delle partenze al palo, tutte con la Mercedes. Il tempo della pole position di 1'23"778 appannaggio di Verstappen rappresenta il rilievo cronometrico più rapido in qualifica sul circuito qatariota, con la nuova lunghezza del tracciato valevole da questa edizione. Complessivamente, è il secondo tempo più rapido in questa sessione dopo la pole position di 1'20"827 stabilita da Hamilton nell'edizione inaugurale del 2021, registrata su una differente lunghezza.
Sono stati cancellati 22 tempi dai commissari sportivi ai piloti per non aver rispettato i limiti della pista, durante le qualifiche. Si sono visti cancellare il tempo tre volte Lando Norris (due volte alla curva 5 e una volta alla curva 10), Charles Leclerc (due volte alla curva 4 e una volta alla curva 5) e Carlos Sainz Jr. (due volte alla curva 5 e una volta alla curva 12), due volte Lance Stroll (una volta alla curva 5 e una volta alla curva 2), Alexander Albon (una volta alla curva 5 e una volta alla curva 15), Pierre Gasly (una volta alla curva 5 e una volta alla curva 14) e Oscar Piastri (una volta alla curva 12 e una volta alla curva 14), una volta Kevin Magnussen (alla curva 15), Liam Lawson (alla curva 15), Esteban Ocon (alla curva 5), Nico Hülkenberg (alla curva 5) e Sergio Pérez (alla curva 5).
Al termine delle qualifiche, Carlos Sainz Jr. e Max Verstappen vengono convocati dai commissari sportivi in quanto lo spagnolo viene ritenuto di aver guidato irregolarmente in un episodio che ha coinvolto l'olandese, tra la curva 10 e la curva 12, nel corso della Q2. Sainz Jr. riceve un avvertimento.
Al termine delle qualifiche, Lewis Hamilton viene convocato dai commissari sportivi per non aver rispettato le istruzioni stabilite dalla direzione gara. Il pilota britannico della Mercedes ha superato il tempo limite di un minuto e 46 secondi valevole tra la seconda linea della safety car e la prima di essa. Yuki Tsunoda, Liam Lawson, Oscar Piastri e il già convocato Hamilton non ricevono sanzioni da parte dei commissari sportivi, per non aver rispettato le istruzioni stabilite dalla direzione gara. Tutti i piloti hanno superato il tempo limite di un minuto e 46 secondi valevole tra la seconda linea della safety car e la prima di essa, durante la Q1. Hamilton ha superato il tempo limite per due volte, nel corso del sesto e ottavo giro, così come Tsunoda, nel corso del settimo e nono giro, Lawson nel corso del nono giro, mentre Piastri nel corso dell'ottavo.
La direzione gara comunica che la riunione dei piloti, programmata un'ora e mezza dopo la fine delle qualifiche, è annullata.

### Risultati
Nella sessione di qualifica si è avuta questa situazione:
| Pos                         | Nº | Pilota           | Costruttore                  | Q1       | Q2       | Q3          | Griglia |
| --------------------------- | -- | ---------------- | ---------------------------- | -------- | -------- | ----------- | ------- |
| 1                           | 1  | Max Verstappen   | Red Bull Racing-Honda RBPT   | 1'25"007 | 1'24"483 | 1'23"778    | 1       |
| 2                           | 63 | George Russell   | Mercedes                     | 1'25"334 | 1'24"827 | 1'24"219    | 2       |
| 3                           | 44 | Lewis Hamilton   | Mercedes                     | 1'26"076 | 1'24"381 | 1'24"305    | 3       |
| 4                           | 14 | Fernando Alonso  | Aston Martin Aramco-Mercedes | 1'25"223 | 1'25"241 | 1'24"369    | 4       |
| 5                           | 16 | Charles Leclerc  | Ferrari                      | 1'25"452 | 1'25"079 | 1'24"424    | 5       |
| 6                           | 81 | Oscar Piastri    | McLaren-Mercedes             | 1'25"266 | 1'24"724 | 1'24"540    | 6       |
| 7                           | 10 | Pierre Gasly     | Alpine-Renault               | 1'25"566 | 1'24"918 | 1'24"553    | 7       |
| 8                           | 31 | Esteban Ocon     | Alpine-Renault               | 1'25"711 | 1'24"928 | 1'24"763    | 8       |
| 9                           | 77 | Valtteri Bottas  | Alfa Romeo-Ferrari           | 1'26"038 | 1'25"297 | 1'25"058    | 9       |
| 10                          | 4  | Lando Norris     | McLaren-Mercedes             | 1'25"131 | 1'24"685 | senza tempo | 10      |
| 11                          | 22 | Yuki Tsunoda     | AlphaTauri-Honda RBPT        | 1'26"058 | 1'25"301 | N.D.        | 11      |
| 12                          | 55 | Carlos Sainz Jr. | Ferrari                      | 1'25"808 | 1'25"328 | N.D.        | 12      |
| 13                          | 11 | Sergio Pérez     | Red Bull Racing-Honda RBPT   | 1'25"991 | 1'25"462 | N.D.        | PL      |
| 14                          | 23 | Alexander Albon  | Williams-Mercedes            | 1'26"118 | 1'25"707 | N.D.        | 13      |
| 15                          | 27 | Nico Hülkenberg  | Haas-Ferrari                 | 1'25"904 | 1'25"783 | N.D.        | 14      |
| 16                          | 2  | Logan Sargeant   | Williams-Mercedes            | 1'26"210 | N.D.     | N.D.        | 15      |
| 17                          | 18 | Lance Stroll     | Aston Martin Aramco-Mercedes | 1'26"345 | N.D.     | N.D.        | 16      |
| 18                          | 40 | Liam Lawson      | AlphaTauri-Honda RBPT        | 1'26"635 | N.D.     | N.D.        | 17      |
| 19                          | 20 | Kevin Magnussen  | Haas-Ferrari                 | 1'27"046 | N.D.     | N.D.        | 18      |
| 20                          | 24 | Zhou Guanyu      | Alfa Romeo-Ferrari           | 1'27"432 | N.D.     | N.D.        | 19      |
| Tempo limite 107%: 1'30"957 |    |                  |                              |          |          |             |         |

In grassetto sono indicate le migliori prestazioni in Q1, Q2 e Q3.

## Sprint Shootout

### Resoconto
A seguito delle modifiche ai limiti della pista, alle curve 12 e 13, l'inizio della Sprint Shootout è ritardato di venti minuti, per inserire una piccola sessione di dieci minuti che consenta ai piloti di familiarizzare col nuovo disegno del tracciato. La scelta di modificare la pista è determinata dai problemi che i cordoli, troppo alti, provocano alla tenuta degli pneumatici.
Nella prima fase tutti i piloti devono montare gomme a mescola media. Carlos Sainz Jr. marca il primo tempo di riferimento, rapidamente battuto dal suo compagno di scuderia, Leclerc. In seguito si piazza al comando Norris, battuto, a sua volta, da Russell. Gasly scala secondo, a meno di mezzo decimo dal tempo del pilota della Mercedes. Verstappen è il primo a scendere sotto il minuto e 26 secondi, con 1'25"510. Alle sue spalle si pongono le due McLaren, prima che Russell sia capace di intercalarsi fra le due vetture britanniche. Hamilton sale quarto, ma il suo tempo viene cancellato, per il mancato rispetto dei limiti del tracciato. Lo stesso destino è subito da Leclerc. Negli ultimi minuti la pista si dimostra in miglioramento. George Russell è capace di migliorare il tempo di Verstappen. Alonso rimonta quarto, preceduto poi da Pierre Gasly; Pérez è ottavo, Lawson nono, Leclerc decimo, prima che Sainz Jr. rimonti fino alla quinta posizione. Vengono eliminati Stroll, Albon, Tsunoda, Magnussen e Sargeant.
Nella seconda fase il primo rilievo cronometrico è fatto segnare da Russell: il tempo viene però cancellato per aver superato i limiti della pista. Segue poi Pérez, che cede presto il primato a Piastri. Verstappen è capace di battere l'australiano ma, a sua volta, si vede battuto da Norris (1'24"947). Hülkenberg sale in quinta posizione, mentre anche Charles Leclerc si vede cancellato il tempo per aver superato i limiti del tracciato. Sainz Jr. segna il settimo tempo, battuto da Liam Lawson. Fa meglio Ocon, quinto, mentre Hamilton è settimo. Leclerc risale terzo, immediatamente preceduto da Piastri. Hamilton prende il sesto tempo, ma il suo tempo è annullato per il superamento dei limiti della pista. Sainz Jr. risale quinto, Pérez scala terzo, mentre Nico Hülkenberg strappa il nono tempo. Non accedono alla fase conclusiva Gasly, Hamilton, Bottas, Lawson e Zhou.
In SQ3 Max Verstappen chiude il primo giro in 1'24"543; anche in questo caso, però, il tempo viene cancellato dai commissari per aver superato i limiti della pista. Si porta al comando Sainz Jr., il quale tempo è presto migliorato da Sergio Pérez (1'25"382). L'altro pilota della Ferrari, Leclerc, vede il tempo invalidato, sempre per il superamento dei limiti della pista. Le due McLaren si confermano rapide: Piastri porta il limite a 1'24"575, immediatamente limato da Norris (1'24"536). Pérez si migliora, scala terzo, prima che anche il suo tempo venga cancellato dai commissari per aver superato i limiti della pista. Allora è Russell a scalare terzo, mentre Esteban Ocon coglie il quinto tempo. Nemmeno Verstappen è capace di battere i tempi delle McLaren; entra in classifica Leclerc col quinto tempo. Piastri torna leader, con 1'24"454; questa volta Norris, autore di un errore all'ultima curva, non è capace di riprendersi la vetta della classifica.
Sono stati cancellati 31 tempi dai commissari sportivi ai piloti per non aver rispettato i limiti della pista, durante la Sprint Shootout. Si sono visti cancellare il tempo quattro volte Charles Leclerc (tre volte alla curva 5 e una volta alla curva 13) e Zhou Guanyu (due volte alla curva 13 e due volte alla curva 5), tre volte Logan Sargeant (due volte alla curva 13 e una volta alla curva 5), Lewis Hamilton (due volte alla curva 13 e una volta alla curva 5) e Alexander Albon (due volte alla curva 5 e una volta alla curva 13), due volte Nico Hülkenberg (una volta alla curva 5 e una volta alla curva 13) e Lando Norris (entrambe le volte alla curva 16), una volta Pierre Gasly (alla curva 13), Lance Stroll (alla curva 5), Kevin Magnussen (alla curva 13), Yuki Tsunoda (alla curva 13), Carlos Sainz Jr. (alla curva 13), Liam Lawson (alla curva 15), Max Verstappen (alla curva 5), Sergio Pérez (alla curva 4), Esteban Ocon (alla curva 15) e Fernando Alonso (alla curva 14).
Al termine della Sprint Shootout, Pierre Gasly viene convocato dai commissari sportivi per non aver rispettato le istruzioni stabilite dalla direzione gara. Il pilota francese dell'Alpine ha superato il tempo limite di un minuto e 46 secondi valevole tra la seconda linea della safety car e la prima di essa, nel corso dell'undicesimo giro in SQ2. Gasly riceve un avvertimento. George Russell, Logan Sargeant, Lewis Hamilton, Liam Lawson, Yuki Tsunoda, Lance Stroll, Alexander Albon, Lando Norris e nuovamente Gasly non ricevono sanzioni da parte dei commissari sportivi, per non aver rispettato le istruzioni stabilite dalla direzione gara. Tutti i piloti hanno superato il tempo limite di un minuto e 46 secondi valevole tra la seconda linea della safety car e la prima di essa. Russell ha superato il tempo limite per tre volte, nel corso del quarto e sesto giro durante la SQ1, e nel corso del tredicesimo durante la SQ3, Sargeant e Gasly per due volte, nel corso del quarto e sesto giro in SQ1, Hamilton e Lawson nel corso del quarto giro in SQ1, Tsunoda e Albon nel corso del quinto in SQ1, Stroll nel corso del settimo in SQ1 e Norris nel corso del tredicesimo in SQ3.

### Risultati
Nella sessione della Sprint Shootout si è avuta questa situazione:
| Pos                         | Nº | Pilota           | Costruttore                  | SQ1      | SQ2      | SQ3         | Griglia |
| --------------------------- | -- | ---------------- | ---------------------------- | -------- | -------- | ----------- | ------- |
| 1                           | 81 | Oscar Piastri    | McLaren-Mercedes             | 1'25"979 | 1'25"496 | 1'24"454    | 1       |
| 2                           | 4  | Lando Norris     | McLaren-Mercedes             | 1'25"672 | 1'24"947 | 1'24"536    | 2       |
| 3                           | 1  | Max Verstappen   | Red Bull Racing-Honda RBPT   | 1'25"510 | 1'25"199 | 1'24"646    | 3       |
| 4                           | 63 | George Russell   | Mercedes                     | 1'25"413 | 1'25"027 | 1'24"841    | 4       |
| 5                           | 55 | Carlos Sainz Jr. | Ferrari                      | 1'25"872 | 1'25"433 | 1'25"155    | 5       |
| 6                           | 16 | Charles Leclerc  | Ferrari                      | 1'26"266 | 1'25"367 | 1'25"247    | 6       |
| 7                           | 27 | Nico Hülkenberg  | Haas-Ferrari                 | 1'26"450 | 1'25"499 | 1'25"320    | 7       |
| 8                           | 11 | Sergio Pérez     | Red Bull Racing-Honda RBPT   | 1'26"123 | 1'25"143 | 1'25"382    | 8       |
| 9                           | 14 | Fernando Alonso  | Aston Martin Aramco-Mercedes | 1'25"936 | 1'25"344 | senza tempo | 9       |
| 10                          | 31 | Esteban Ocon     | Alpine-Renault               | 1'26"072 | 1'25"510 | senza tempo | 10      |
| 11                          | 10 | Pierre Gasly     | Alpine-Renault               | 1'25"829 | 1'25"686 | N.D.        | 11      |
| 12                          | 44 | Lewis Hamilton   | Mercedes                     | 1'26"424 | 1'25"962 | N.D.        | 12      |
| 13                          | 77 | Valtteri Bottas  | Alfa Romeo-Ferrari           | 1'26"449 | 1'26"236 | N.D.        | 14      |
| 14                          | 40 | Liam Lawson      | AlphaTauri-Honda RBPT        | 1'26"202 | 1'26"584 | N.D.        | 13      |
| 15                          | 24 | Zhou Guanyu      | Alfa Romeo-Ferrari           | 1'26"669 | 1'54"546 | N.D.        | 15      |
| 16                          | 18 | Lance Stroll     | Aston Martin Aramco-Mercedes | 1'26"849 | N.D.     | N.D.        | 16      |
| 17                          | 23 | Alexander Albon  | Williams-Mercedes            | 1'26"862 | N.D.     | N.D.        | 17      |
| 18                          | 22 | Yuki Tsunoda     | AlphaTauri-Honda RBPT        | 1'26"926 | N.D.     | N.D.        | 18      |
| 19                          | 20 | Kevin Magnussen  | Haas-Ferrari                 | 1'27"438 | N.D.     | N.D.        | 19      |
| Tempo limite 107%: 1'31"391 |    |                  |                              |          |          |             |         |
| NQ                          | 2  | Logan Sargeant   | Williams-Mercedes            | 2'05"741 | N.D.     | N.D.        | 20      |

In grassetto sono indicate le migliori prestazioni in SQ1, SQ2 e SQ3.

## Sprint

### Resoconto
Russell, Sainz Jr., Leclerc, Alonso, Ocon, Gasly, Stroll e Sargeant partono con gomme morbide; tutti gli altri piloti optano per gomme a mescola media.
Parte bene Oscar Piastri, dal lato pulito della pista, mentre è sfavorito Norris, che si vede passato da Russell. Norris viene passato anche dalle due Ferrari, che hanno anche avuto la meglio su Verstappen che, a sua volta, è capace di passare il britannico della McLaren. Sainz Jr., nel frattempo, mantiene la posizione su Leclerc, dopo un bel duello. La gara viene subito interrotta, nella sua valenza agonistica, dall'invio in pista della safety car, al fine di consentire il recupero dell'AlphaTauri di Lawson, finito nella ghiaia, dopo un testacoda. Alla ripresa Piastri mantiene il comando. Più dietro Alonso attacca Norris, e i due sfiorano il contatto. In seguito il pilota dell'Aston Martin cede a Ocon. Davanti Russell, sfruttando le gomme soft, passa Piastri, per porsi al comando. Al quarto giro la gara vede, per la seconda volta, l'entrata in pista della vettura di sicurezza; in questo caso vi è la necessità di sgomberare la via di fuga dalla Williams di Logan Sargeant. Dopo tre giri d'attesa, quando la gara riprende validamente, Carlos Sainz Jr. attacca Piastri, per superarlo sul rettilineo dei box, ma il pilota della McLaren si riprende subito dopo la seconda posizione. Alonso riprende la posizione a Esteban Ocon.
Al nono giro Max Verstappen passa Leclerc, per il quarto posto e, il giro dopo, ha la meglio anche sulla Ferrari di Sainz Jr.. Le due vetture di Maranello soffrono per il degrado delle gomme morbide, e si fanno avvicinare da Norris. Lo stesso capita a George Russell, che all'undicesimo giro, cede la vetta della gara a Piastri mentre Norris ha la meglio su Leclerc. Nello stesso giro, vi è un contatto tra tre vetture nelle retrovie. Ocon, Hülkenberg e Pérez si affiancano andando verso curva 2. Il francese e il messicano chiudono a sandwich il pilota tedesco e il contatto è inevitabile: Hülkenberg colpisce la vettura di Ocon e quella di Pérez. Gli ultimi due terminano nella via di fuga, rendendo necessario il terzo intervento della safety car. Il tedesco della Haas invece proseguirà fino ai box, ma poi opterà anch'egli per l'abbandono.
Con la nuova ripartenza le vetture a gomma morbida riacquistano, almeno temporaneamente. velocità, tanto che Leclerc ripassa Norris. Pierre Gasly, a sua volta, prende l'ottava posizione a Lewis Hamilton. Nel sedicesimo passaggio Verstappen prende la seconda posizione a Russell. Poco dopo Norris ripassa le due Ferrari, tornando quarto, mentre Hamilton riprende la posizione a Gasly. All'ultimo giro Norris è capace di prendere la terza posizione a Russell, mentre Hamilton supera anche Leclerc e Sainz Jr.. Alexander Albon passa Alonso e Gasly, entrando in zona punti.
Piastri vince la sua prima corsa in Formula 1 in carriera, successo arrivato durante una Sprint. L'australiano è il terzo vincitore differente della gara breve in stagione dopo Pérez e Verstappen, nonché il quinto vincitore diverso nella gara rapida dopo la sua introduzione nella stagione 2021, alle spalle dei trionfi nella gara da 100 km dei due piloti della Red Bull Racing, di Bottas e di Russell. Per la McLaren è la seconda vittoria negli ultimi undici anni, dopo che la vittoria di Daniel Ricciardo nel Gran Premio d'Italia 2021 aveva posto fine a un digiuno che durava dal 2012. Il compagno di squadra Norris termina terzo; il britannico ha concluso secondo in quattro gare in stagione, ma è la prima volta in campionato che occupa il gradino più basso del podio. Russell è quarto nella stessa posizione in cui ha concluso anche la Sprint del Gran Premio d'Azerbaigian. Hamilton termina nei primi cinque in una Sprint per la prima volta in stagione. Sainz Jr., sesto, è uno dei tre piloti del campionato, insieme a Verstappen e Russell, ad aver sempre ottenuto punti durante una Sprint. Nelle ultime tre gare veloci, Leclerc è sempre stato battuto dal compagno di scuderia Sainz Jr.. Grazie al settimo posto di Albon, la Williams ottiene i primi punti di sempre in una Sprint. Per Lawson è il primo ritiro, dopo essere arrivato al traguardo nelle ultime quattro gare. Max Verstappen, secondo, si aggiudica per la terza volta consecutiva in carriera il mondiale piloti. L'olandese eguaglia il numero dei titoli di Jack Brabham, Jackie Stewart, Niki Lauda, Nelson Piquet e Ayrton Senna. Verstappen diventa il primo pilota nella storia della categoria a ottenere il titolo iridato durante la gara veloce, e per la settima volta nella storia della Formula 1, un titolo si assegna prima della domenica. Il tre volte campione del mondo eguaglia Juan Manuel Fangio (1955), Jack Brabham (1959), Graham Hill (1962), Nelson Piquet (1981, 1983) e Keke Rosberg (1982) come pilota a essere incoronato campione nella giornata di sabato. L'olandese vince il titolo in un altro stato asiatico, dopo gli Emirati Arabi Uniti nel 2021 e il Giappone l'anno precedente, diventando uno degli undici piloti nella storia ad aver vinto almeno tre titoli iridati e uno dei cinque piloti nella storia ad aver vinto tre titoli consecutivi dopo Juan Manuel Fangio, Michael Schumacher, Sebastian Vettel e Lewis Hamilton. Vincendo il titolo nella Sprint e non la domenica, Verstappen eguaglia il record di Schumacher che nel 2002 conquistò il titolo con sei Gran Premi d'anticipo. Per la quattordicesima volta nella storia del mondiale un pilota vince il campionato essendo già detentore di quello precedente. La McLaren ottiene più punti in questa gara veloce di quelli conquistati nelle prime cinque gare dell'anno. È stata la prima Sprint nella storia del mondiale disputatasi in notturna dopo il debutto nel campionato 2021, oltre a rappresentare il maggior numero di ritiri, cinque, e dell'utilizzo, per tre volte, della vettura di sicurezza.
Sono stati cancellati 23 tempi dai commissari sportivi ai piloti per non aver rispettato i limiti della pista, durante la Sprint Shootout. Si sono visti cancellare il tempo cinque volte Lance Stroll (tre volte alla curva 15, una volta alla curva 4 e una volta alla curva 13), quattro volte Charles Leclerc (una volta alla curva 13, una alla curva 14, una alla curva 5 e una alla curva 15), due volte Fernando Alonso (entrambe le volte alla curva 15), Kevin Magnussen (una volta alla curva 2 e una volta alla curva 15) e Zhou Guanyu (una volta alla curva 13 e una volta alla curva 5), una volta Nico Hülkenberg (alla curva 15), Lewis Hamilton (alla curva 5), Pierre Gasly (alla curva 15), Carlos Sainz Jr. (alla curva 15), Lando Norris (alla curva 5), Yuki Tsunoda (alla curva 13), Valtteri Bottas (alla curva 15) e Alexander Albon (alla curva 13).
Al termine della Sprint, Sergio Pérez, Nico Hülkenberg e Esteban Ocon vengono convocati dai commissari sportivi per un incidente alla curva 2 fra i tre piloti, nel corso dell'undicesimo giro. I tre piloti non ricevono sanzioni. La direzione gara comunica che, secondo il regolamento sportivo, tutte le vetture devono essere coperte e pronte per la sigillatura entro le due ore da quando è stata esposta la bandiera a scacchi.

### Risultati
I risultati della Sprint sono i seguenti:
| Pos | Nº | Pilota           | Costruttore                  | Giri | Tempo/Ritiro                 | Griglia | Punti |
| --- | -- | ---------------- | ---------------------------- | ---- | ---------------------------- | ------- | ----- |
| 1   | 81 | Oscar Piastri    | McLaren-Mercedes             | 19   | 35'01"297                    | 1       | 8     |
| 2   | 1  | Max Verstappen   | Red Bull Racing-Honda RBPT   | 19   | +1"871                       | 3       | 7     |
| 3   | 4  | Lando Norris     | McLaren-Mercedes             | 19   | +8"497                       | 2       | 6     |
| 4   | 63 | George Russell   | Mercedes                     | 19   | +11"036                      | 4       | 5     |
| 5   | 44 | Lewis Hamilton   | Mercedes                     | 19   | +17"314                      | 12      | 4     |
| 6   | 55 | Carlos Sainz Jr. | Ferrari                      | 19   | +18"806                      | 5       | 3     |
| 7   | 23 | Alexander Albon  | Williams-Mercedes            | 19   | +19"864                      | 17      | 2     |
| 8   | 14 | Fernando Alonso  | Aston Martin Aramco-Mercedes | 19   | +21"180                      | 9       | 1     |
| 9   | 10 | Pierre Gasly     | Alpine-Renault               | 19   | +21"742                      | 11      |       |
| 10  | 77 | Valtteri Bottas  | Alfa Romeo-Ferrari           | 19   | +22"208                      | 13      |       |
| 11  | 22 | Yuki Tsunoda     | AlphaTauri-Honda RBPT        | 19   | +22"863                      | 18      |       |
| 12  | 16 | Charles Leclerc  | Ferrari                      | 19   | +24"860                      | 6       |       |
| 13  | 20 | Kevin Magnussen  | Haas-Ferrari                 | 19   | +24"970                      | 19      |       |
| 14  | 24 | Zhou Guanyu      | Alfa Romeo-Ferrari           | 19   | +26"868                      | 15      |       |
| 15  | 18 | Lance Stroll     | Aston Martin Aramco-Mercedes | 19   | +29"523                      | 16      |       |
| Rit | 27 | Nico Hülkenberg  | Haas-Ferrari                 | 11   | Danni da incidente           | 7       |       |
| Rit | 31 | Esteban Ocon     | Alpine-Renault               | 10   | Collisione con N. Hülkenberg | 10      |       |
| Rit | 11 | Sergio Pérez     | Red Bull Racing-Honda RBPT   | 10   | Collisione con N. Hülkenberg | 8       |       |
| Rit | 2  | Logan Sargeant   | Williams-Mercedes            | 2    | Testacoda                    | 20      |       |
| Rit | 40 | Liam Lawson      | AlphaTauri-Honda RBPT        | 0    | Testacoda                    | 14      |       |

## Gara

### Resoconto
A causa dell'incidente nella Sprint, il telaio della vettura di Sergio Pérez è stato danneggiato irreparabilmente. Per questo motivo ne viene assemblato uno nuovo prima della gara, comprendente della cellula di sopravvivenza. Secondo l'articolo 27.2 del regolamento sportivo, esso viene considerato come una terza vettura a disposizione del pilota. Pérez viene convocato dai commissari sportivi. Sulla vettura viene installata anche la quinta unità relativa al motore a combustione interna, al turbocompressore, all'MGU-H e all'MGU-K, la quarta unità relativa all'unità di controllo elettronico e la sesta unità relativa all'impianto di scarico. Pérez è costretto a partire dal fondo dello schieramento in quanto i primi cinque nuovi componenti installati superano quelli utilizzabili nel numero massimo stabilito dal regolamento tecnico. Insieme alle modifiche al set up sotto il regime di parco chiuso senza il permesso del delegato tecnico della Federazione e per l'assemblaggio del nuovo telaio, Pérez è costretto a partire dalla pit lane.
La vettura di Carlos Sainz Jr. presenta una perdita di carburante, prima del via. Ciò comporta una perdita significativa di tempo prima che il problema tecnico possa essere risolto, per cui lo spagnolo è costretto a rinunciare a prendere parte al Gran Premio. Il poleman Verstappen viene subito attaccato dalle due Mercedes; Russell affianca il campione del mondo, ma viene stretto da Hamilton. Quest'ultimo, dopo la collisione, esce di pista e deve ritirarsi. La direzione di gara utilizza subito la vettura di sicurezza. Poco dopo la gara riprende, nella sua valenza agonistica, con Verstappen che conduce su Oscar Piastri, Alonso, Leclerc, Ocon, Norris e Gasly. Nico Hülkenberg viene penalizzato di dieci secondi, per essere partito dalla piazzola sbagliata, sulla griglia, quella lasciata libera da Sainz Jr.. Alonso e Gasly si fermano, per la prima volta, al dodicesimo giro. Il giro dopo è il turno per Leclerc e Piastri. Ancora un giro, ed è il turno per Lando Norris. Verstappen può attendere fino al diciottesimo passaggio per effettuare la prima sosta. Il giro seguente Norris passa Leclerc, per il sesto posto.
Dopo venti giri Verstappen conduce con 7"5 su Piastri, 11"3 su Alonso, 12"5 su Bottas, che ha cambiato gomme nella fase di safety car, e 13"8 su Stroll. Al ventunesimo giro Norris passa anche Stroll. Bottas di ferma al ventitreesimo giro; nello stesso giro Russell ha la meglio su Pierre Gasly, dopo una dura lotta, e sale settimo. Piastri, Charles Leclerc e Ocon effettuano la seconda sosta, al ventiseiesimo giro. Successivamente si fermano anche Alonso e Norris. Anche dopo la seconda tornata di soste Verstappen comanda il Gran Premio, davanti a Russell, che però attende il trentatreesimo giro per la seconda sosta. Piastri è salito in terza posizione, davanti a Norris, Alonso, le due Alfa Romeo, che si fermeranno, poco dopo, per la sosta, e Leclerc. Fernando Alonso, penalizzato da un grande calore che proviene dal sedile, commette un errore, e viene superato da Leclerc. Al quarantesimo giro Logan Sargeant è costretto all'abbandono per la spossatezza dovuta alle difficili condizioni di guida. Al quarantaquattresimo giro vanno ai box, per la terza volta, Piastri, Leclerc ed Esteban Ocon. Il giro successivo si fermano anche Piastri, Alonso e Gasly. Leclerc si ferma al quarantaseiesimo giro. Verstappen, che si ferma solo al cinquantaduesimo giro, precede George Russell, che si fermerà un giro prima e scalerà quarto. Seguono le due McLaren e Leclerc. Verstappen, al penultimo giro, coglie il giro veloce della gara.
Il campione del mondo vince il quarantanovesimo Gran Premio in carriera, la seconda gara consecutiva e la quattordicesima della stagione, dopo il terzo titolo piloti consecutivo ottenuto con la seconda posizione nella Sprint. Per la Red Bull Racing è la sedicesima vittoria in campionato, la seconda consecutiva, e la centottesima della propria storia. Per Verstappen e la scuderia austriaca è il primo successo nel Gran Premio del Qatar. La seconda posizione di Piastri è il miglior risultato dell'australiano in carriera in un Gran Premio dopo il successo ottenuto nella Sprint. Norris, terzo, segna il record personale del maggior numero di podi ottenuti in un singolo campionato con cinque. Russell chiude in quarta posizione dopo essere finito in testacoda a causa del contatto al via alla prima curva con il compagno di scuderia Hamilton. L'unico pilota della Mercedes al traguardo ha concluso sul podio solamente per una sola volta in stagione grazie al terzo posto nel Gran Premio di Spagna. Leclerc, quinto, termina nei primi cinque nelle ultime quattro gare consecutive, senza terminare a podio. Dopo aver conquistato il sesto posto, Alonso si porta a undici punti da Hamilton, terzo in classifica piloti. Ocon termina settimo ed è ora a soli due punti dal compagno di squadra Gasly in classifica generale. Entrambi i piloti dell'Alpine hanno un podio ciascuno a testa e lo stesso numero di piazzamenti a punti in stagione, con nove. Grazie all'ottava posizione, Bottas e l'Alfa Romeo eguagliano il miglior risultato del campionato ottenuto nel Gran Premio del Bahrein, gara inaugurale. Il compagno di scuderia Zhou, con la nona piazza, pareggia il miglior risultato in stagione ottenuto nel Gran Premio d'Australia e nel Gran Premio di Spagna. Entrambe le vetture della scuderia elvetica, ora ottava in classifica costruttori, ottengono punti nella stessa gara per la prima volta in campionato. Con il decimo posto, Pérez mantiene la seconda posizione nel campionato piloti, davanti a Hamilton di 30 punti. Il britannico è ritirato nel corso del primo giro per la sesta volta in carriera e per la prima dal Gran Premio del Belgio 2022. È stato anche il suo primo ritiro in stagione, ponendo fine alla sua serie di punti ottenuti in tutte le gare disputate. Per Max Verstappen è il quarto Grand Chelem (pole position, giro veloce e vittoria del Gran Premio conducendo tutti i giri in testa), dopo il Gran Premio di Spagna, al quinto posto nella classifica di tutti i tempi, e il decimo hat trick (pole position, giro veloce e vittoria), dopo il precedente Gran Premio del Giappone, al quarto posto in classifica generale, in carriera in Formula 1. L'olandese, che trionfa nel ventiquattresimo circuito differente, al secondo posto generale riguardo ai successi sul maggior numero di piste differenti, si porta a due lunghezze dalle vittorie ottenute dal mondiale da parte di Alain Prost, e a una lunghezza dal record assoluto di vittorie ottenute in una singola stagione che gli appartiene. Verstappen, che vince per la quattordicesima volta partendo dalla pole position, la striscia più lunga nella massima categoria, conduce un Gran Premio nella sua interezza per la dodicesima volta in carriera. Il tre volte campione del mondo, con cinque gare rimanenti, segna il nuovo record del maggior numero di giri condotti in testa in una singola stagione con settecentosessantanove, battendo il precedente record di Sebastian Vettel della stagione 2011, sempre con lo stesso costruttore. L'olandese estende a trentasei gare, la seconda striscia più lunga di tutti i tempi, nel quale ottiene punti consecutivamente, con la serie iniziata nel Gran Premio dell'Emilia-Romagna 2022. La Red Bull Racing si porta a una lunghezza dal record personale del maggior numero di vittorie conquistate in un campionato. Con il sedicesimo trionfo stagionale, il team di Milton Keynes eguaglia le vittorie della Mercedes ottenute nel 2014 e 2015. La McLaren, con Piastri secondo e Norris terzo, ottiene rispettivamente il cinquecentesimo e il cinquecentounesimo podio. La scuderia di Woking conquista un doppio podio consecutivo per la prima volta dal Gran Premio del Canada e il Gran Premio d'Europa della stagione 2010. Il bottino dei 41 punti di Piastri ottenuto nel precedente Gran Premio del Giappone e in questo appuntamento è quasi la metà del suo punteggio totale per l'intera stagione (83). La McLaren è distante solamente undici punti dalla quarta posizione in classifica piloti occupata dall'Aston Martin. Verstappen conduce la classifica piloti con un margine di 209 punti sul secondo, il compagno di scuderia Pérez. Il margine di vittoria più ampio di sempre alla fine di una stagione è di 155 punti di Vettel del campionato 2013. Il podio del Gran Premio presenta gli stessi partecipanti per la seconda gara consecutiva, con le posizioni dei due piloti della McLaren invertite. Il tempo del giro più veloce di 1'24"319 appannaggio di Verstappen rappresenta il rilievo cronometrico più rapido in gara sul circuito qatariota, con la nuova lunghezza del tracciato valevole da questa edizione. Complessivamente, è il secondo tempo più rapido in questa sessione dopo il giro più veloce di 1'23"196 stabilito da Hamilton nell'edizione inaugurale del 2021, registrato su una differente lunghezza. I meccanici della McLaren stabiliscono il primato mondiale di tempo per una sosta ai box durante un pit stop di Norris, con 1"80. Il precedente record apparteneva alla Red Bull Racing per una sosta ai box di Verstappen con 1"82 nel Gran Premio del Brasile 2019. Il tempo di 1"80 batte il precedente record stagionale di 1"98 della Red Bull Racing per un pit stop di Pérez nel Gran Premio d'Ungheria. Anche la Ferrari batte il tempo stabilito nel Gran Premio magiaro, con 1"93 per una sosta ai box di Leclerc.
Sono stati cancellati 51 tempi dai commissari sportivi ai piloti per non aver rispettato i limiti della pista, durante la gara. Si sono visti cancellare il tempo sette volte Pierre Gasly (due volte alla curva 12 e due volte alla curva 13, una volta alla curva 5, una volta alla curva 1 e una volta alla curva 2), sei volte Sergio Pérez (quattro volte alla curva 12, una volta alla curva 4 e una volta alla curva 15), cinque volte Alexander Albon (due volte alla curva 15 e due volte alla curva 12, una volta alla curva 5) e Lance Stroll (una volta alla curva 15, una volta alla curva 14, una volta alla curva 2, una volta alla curva 5 e una volta alla curva 4), tre volte Fernando Alonso (una volta alla curva 4, una volta alla curva 15 e una volta alla curva 2), George Russell (due volte alla curva 12 e una volta alla curva 4), Valtteri Bottas (due volte alla curva 5 e una volta alla curva 4), Liam Lawson (due volte alla curva 13 e una volta alla curva 12), Logan Sargeant (una volta alla curva 15, una volta alla curva 2 e una volta alla curva 4) e Oscar Piastri (due volte alla curva 16 e una volta alla curva 12), due volte Zhou Guanyu (una volta alla curva 1 e una volta alla curva 5), Nico Hülkenberg (una volta alla curva 12 e una volta alla curva 5) e Lando Norris (una volta alla curva 5 e una volta alla curva 4), una volta Esteban Ocon (alla curva 12), Kevin Magnussen (alla curva 1), Charles Leclerc (alla curva 5) e Yuki Tsunoda (alla curva 15).

### Risultati
I risultati del Gran Premio sono i seguenti:
| Pos | Nº | Pilota           | Costruttore                  | Giri | Tempo/Ritiro              | Griglia | Punti |
| --- | -- | ---------------- | ---------------------------- | ---- | ------------------------- | ------- | ----- |
| 1   | 1  | Max Verstappen   | Red Bull Racing-Honda RBPT   | 57   | 1h27'39"168               | 1       | 26    |
| 2   | 81 | Oscar Piastri    | McLaren-Mercedes             | 57   | +4"833                    | 6       | 18    |
| 3   | 4  | Lando Norris     | McLaren-Mercedes             | 57   | +5"969                    | 10      | 15    |
| 4   | 63 | George Russell   | Mercedes                     | 57   | +34"119                   | 2       | 12    |
| 5   | 16 | Charles Leclerc  | Ferrari                      | 57   | +38"976                   | 5       | 10    |
| 6   | 14 | Fernando Alonso  | Aston Martin Aramco-Mercedes | 57   | +49"032                   | 4       | 8     |
| 7   | 31 | Esteban Ocon     | Alpine-Renault               | 57   | +1'02"390                 | 8       | 6     |
| 8   | 77 | Valtteri Bottas  | Alfa Romeo-Ferrari           | 57   | +1'06"563                 | 9       | 4     |
| 9   | 24 | Zhou Guanyu      | Alfa Romeo-Ferrari           | 57   | +1'16"127                 | 19      | 2     |
| 10  | 11 | Sergio Pérez     | Red Bull Racing-Honda RBPT   | 57   | +1'20"181                 | PL      | 1     |
| 11  | 18 | Lance Stroll     | Aston Martin Aramco-Mercedes | 57   | +1'21"652                 | 16      |       |
| 12  | 10 | Pierre Gasly     | Alpine-Renault               | 57   | +1'22"300                 | 7       |       |
| 13  | 23 | Alexander Albon  | Williams-Mercedes            | 57   | +1'31"014                 | 13      |       |
| 14  | 20 | Kevin Magnussen  | Haas-Ferrari                 | 56   | +1 giro                   | 18      |       |
| 15  | 22 | Yuki Tsunoda     | AlphaTauri-Honda RBPT        | 56   | +1 giro                   | 11      |       |
| 16  | 27 | Nico Hülkenberg  | Haas-Ferrari                 | 56   | +1 giro                   | 12      |       |
| 17  | 40 | Liam Lawson      | AlphaTauri-Honda RBPT        | 56   | +1 giro                   | 17      |       |
| Rit | 2  | Logan Sargeant   | Williams-Mercedes            | 40   | Problemi fisici           | 15      |       |
| Rit | 44 | Lewis Hamilton   | Mercedes                     | 0    | Collisione con G. Russell | 3       |       |
| NP  | 55 | Carlos Sainz Jr. | Ferrari                      | 0    | Perdita di carburante     | –       |       |

Max Verstappen riceve un punto addizionale per aver segnato il giro più veloce della gara.

## Classifiche mondiali

### Piloti
| Pos | Pilota           | Punti |
| --- | ---------------- | ----- |
| 1   | Max Verstappen   | 433   |
| 2   | Sergio Pérez     | 224   |
| 3   | Lewis Hamilton   | 194   |
| 4   | Fernando Alonso  | 183   |
| 5   | Carlos Sainz Jr. | 153   |
| 6   | Charles Leclerc  | 145   |
| 7   | Lando Norris     | 136   |
| 8   | George Russell   | 132   |
| 9   | Oscar Piastri    | 83    |
| 10  | Lance Stroll     | 47    |
| 11  | Pierre Gasly     | 46    |
| 12  | Esteban Ocon     | 44    |
| 13  | Alexander Albon  | 23    |
| 14  | Valtteri Bottas  | 10    |
| 15  | Nico Hülkenberg  | 9     |
| 16  | Zhou Guanyu      | 6     |
| 17  | Yuki Tsunoda     | 3     |
| 18  | Kevin Magnussen  | 3     |
| 19  | Liam Lawson      | 2     |

### Costruttori
| Pos | Costruttore                  | Punti |
| --- | ---------------------------- | ----- |
| 1   | Red Bull Racing-Honda RBPT   | 657   |
| 2   | Mercedes                     | 326   |
| 3   | Ferrari                      | 298   |
| 4   | Aston Martin Aramco-Mercedes | 230   |
| 5   | McLaren-Mercedes             | 219   |
| 6   | Alpine-Renault               | 90    |
| 7   | Williams-Mercedes            | 23    |
| 8   | Alfa Romeo-Ferrari           | 16    |
| 9   | Haas-Ferrari                 | 12    |
| 10  | AlphaTauri-Honda RBPT        | 5     |

## Decisioni della FIA
Al termine della gara, Lewis Hamilton viene convocato dai commissari sportivi per aver attraversato il tracciato per ritornare in pit lane una volta sceso dalla vettura dopo il ritiro a seguito della collisione alla curva 1 durante il primo giro con il compagno di squadra, George Russell. Hamilton riceve una reprimenda, non legata alla guida, la prima della stagione, e viene multato di 50 000 euro da parte della Federazione, di cui 25 000 euro sospesi per la restante durata della stagione a condizione che non si verifichino ulteriori violazioni di simile natura. A distanza di una settimana dalla disputa del Gran Premio, la Federazione decide di riesaminare l’accaduto, dopo il modo in cui l’episodio è stato valutato dai commissari sportivi.
Fernando Alonso riceve una reprimenda, la prima della stagione, per essere uscito fuori pista alla curva 3 e rientrato in condizioni non di sicurezza al sopraggiungere di Charles Leclerc, nel corso del trentatreesimo giro.
Il giorno successivo alla disputa della gara, la Federazione rilascia un comunicato nel quale spiega di prendere provvedimenti per evitare che situazioni del genere non si presentino nuovamente. I piloti infatti hanno dovuto fronteggiare il caldo, accompagnato dall'afa, generata soprattutto da un alto tasso di umidità (81%). Il pilota francese dell'Alpine, Esteban Ocon, ha vomitato dentro il casco nel corso del quindicesimo giro, mentre lo statunitense della Williams, Logan Sargeant, si è ritirato. Altri piloti hanno avuto bisogno di cure mediche a causa di disidratazione e malesseri vari dopo la gara. Una serie di misure viene discussa nella prossima riunione della commissione medica a Parigi.
La Federazione, inoltre, avvia un'indagine contro il pilota dell'Aston Martin, Lance Stroll. Il canadese non è riuscito a raggiungere la Q2 ed è parso piuttosto arrabbiato al rientro ai box. Prima ha lanciato il volante nelle operazioni di uscita dall’abitacolo e poi ha allontanato il suo preparatore Henry Howell con stizza, quando quest’ultimo cercava di dirigerlo, come da regolamento, verso il parco chiuso. Stroll è sotto esame per la violazione delle regole relativamente a diversi incidenti che potrebbero aver violato quest'ultime, le politiche e le procedure della Federazione. L'organo mondiale dell'automobilismo invia al pilota canadese una lettera di richiamo.